# 和欣客運
和欣客運（ホーシンきゃくうん,わきんきゃくうん）は台湾南部の台南市を拠点とするバス会社。国道客運のほか、台中市内で台湾高速鉄道の連絡シャトルバスも運行している。

## 概要
1999年に観光バス業者の驊慶遊覧公司が設立、その後如皇客運（無免許業者）や尊龍客運などを吸収し、台南地区の大手事業者となった。台南を起点に台北などの首都圏、中部を結ぶ高速バス路線が主力で、西海岸の高速バス路線では大手として他社および鉄道路線と熾烈な競争を続けている。傘下に観光バス部門の和益通運、宅配便の急急送を抱えている。
競合他社と比べるとグレードの高い設備（総統座椅）で高価格帯で存在感を示す。高速バスのほかに台中市の市内バス路線の一部として台湾高速鉄道シャトルバス（高鉄快捷バス）も運行している。長年、台北・板橋 - 高雄間の直行便は路線免許上は設定されておらず、新営で乗り継ぐ形となり、乗車券も一括で発券されていた。かつては新営で行先表示を差し替えて実質直行便として運行していたが、同業他社の告発で取りやめている。2024年4月1日、廃業した阿羅哈客運の3999系統（台北 - 高雄）の免許を譲り受ける形で、直行便の7513系統を開設した。
自社子会社のほか、元連結子会社の中南客運、漢程客運、中鹿客運、仁友客運が形成する台湾愛巴士交通聯盟というグループと連携している。

## 歴史
- 1999年12月15日 - 旧台南県新営市（現台南市新営区）を拠点に設立。
- 2007年10月12日 - エアバスA380（ビジネスクラス）同等の座席等級を謳う白金臥艙（プラチナムクラス）を創設。（今、台北・板橋 - 高雄間の標準型）
- 2009年 - 頭等商務艙（ファースト・ビジネスクラス）の新車両を投入（今、台北 - 台南間の標準型）
- 2011年 - 台中客運（中国語版）54系統を受け継ぐ形で台中市公車に新規参入。（水湳経貿園区（中国語版） - zh:逢甲商圈 - 烏日明道中学間を白金臥艙車両を除く全車種で運行。）
- 2012年 - 中型バス仕様の車両が原因で通学ピーク時に積み残しを多発していたため、市交通局が台中市54系統の新規事業者として台中客運を再選。通学時間帯に台中客運の大型車を増便する事態となった。
- 2013年6月1日 - 7510系統（基隆市中正区 - 国道1号 - 国道3号 - 捷運南港駅）の1年運休を宣告（現在も再開していない）。
- 2013年8月27日 - 9007系統（台北 - 国道1号 - 台中港）受け継ぐ。
- 2014年6月2日 - 9007系統を7511系統（台北 - 三重 - 国道1号 - 台中港）に変更。
- 2014年6月17日 - 7500、7504、7505の3路線で認可条件にない途中の客扱いをしていたことを公路総局に摘発され、台中 - 台南などの区間乗車券販売を停止（その後正式に新営 - 台南、麻豆 - 高雄、板橋 - 中壢（深夜便のみ）を取り扱う。
- 2024年4月1日 - 7513系統（台北 - 高雄）を開設。従来の新営乗り継ぎ系統を移管。

## 車内設備
| 白金臥艙（プラチナムクラス） |  | 白金臥艙（プラチナムクラス） |
| 白金臥艙（プラチナムクラス） |  |                              |

### 2列座席車（総統座椅）
- 白金臥艙（プラチナムクラス）
  - 7500区間車、7505区間車、7512
  - Wi-fi、フルフラット電動マッサージシート、110Vコンセント、充電用USBポート、座席液晶モニタ（映画、ゲームも可能）、毛布を備えた最上級クラスで1車両14席。
- 頭等商務艙（ファースト・ビジネスクラス）
  - 7500、7505
  - 電動マッサージシート、座席液晶モニタ（映画、ゲームも可能）、毛布を備えたいわゆる総統座。1車両17-19席。

### 3列座席車
- 豪華経済艙（デラックス・エコノミークラス）
  - 7500区間車、7505区間車、7512、9018以外の国道客運系統に充当。1車両31席。
  - 座席液晶テレビ、充電用USBポート

### 4列座席車
- 高鉄快捷公車

### 3ドア低床バス
- 高鉄快捷公車

### 中型バス
- 快楽通（9018）

### 九人乗りバス
- 佳里送迎シャトルバス

## 車種

### 国道客運（子会社車両含む）
- 三菱ふそうトラック・バス
  - RP517PL（320HP）
  - RP517PL  (350HP)
  - RP51JP3L（380HP）
- スカニア
  - K114IB4×2NB（340HP）
  - K114EB6×2NB（元尊龍客運所属車両）(廃車)
  - K380EB4X2LI（ユーロ4対応）：2007年-
  - K380IB4X2NB（同上）：2009-2012年
  - K400IB4X2NB（ユーロ5対応）：2013-2016年

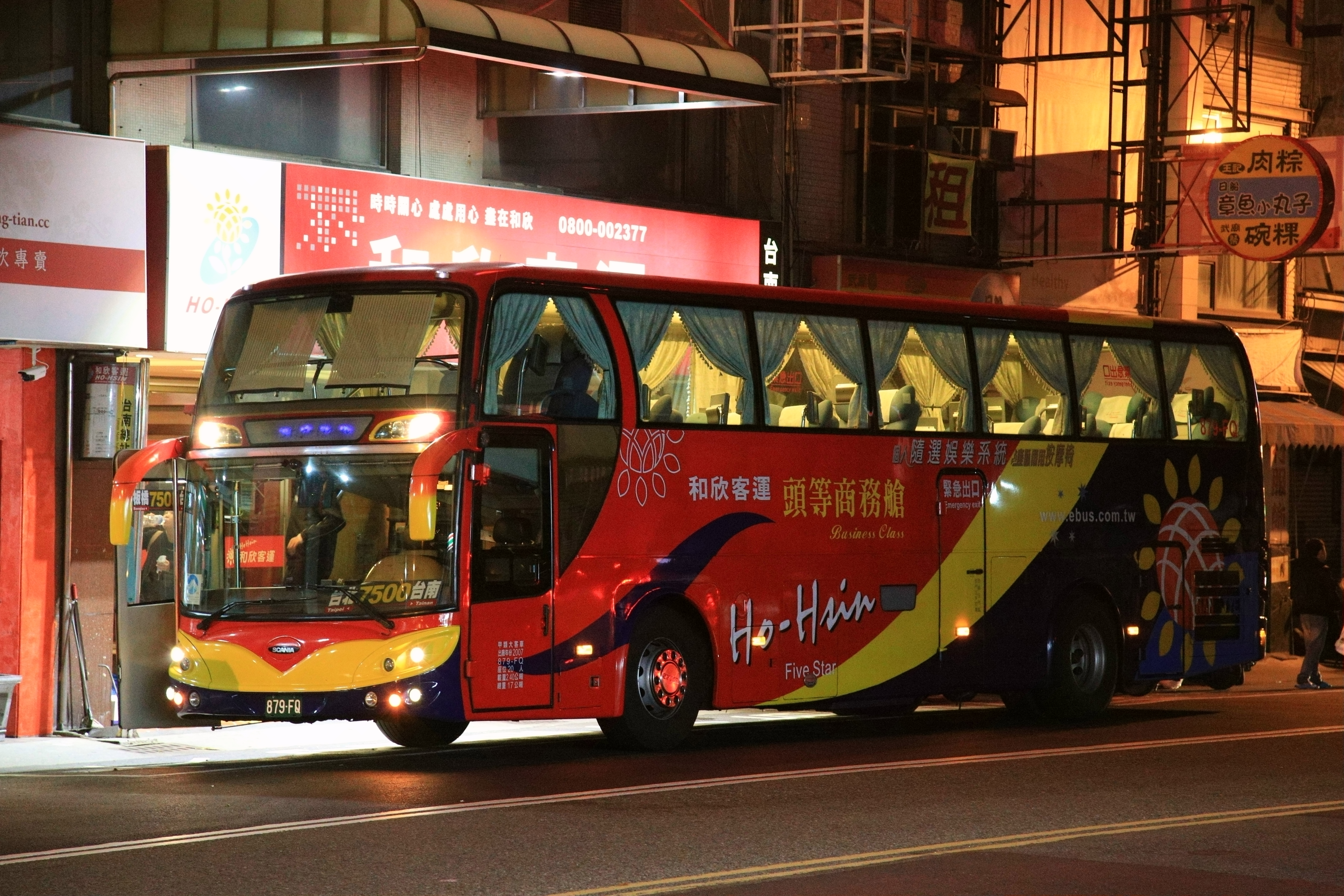
SCANIA K380EB4X2LI(879-FQ)
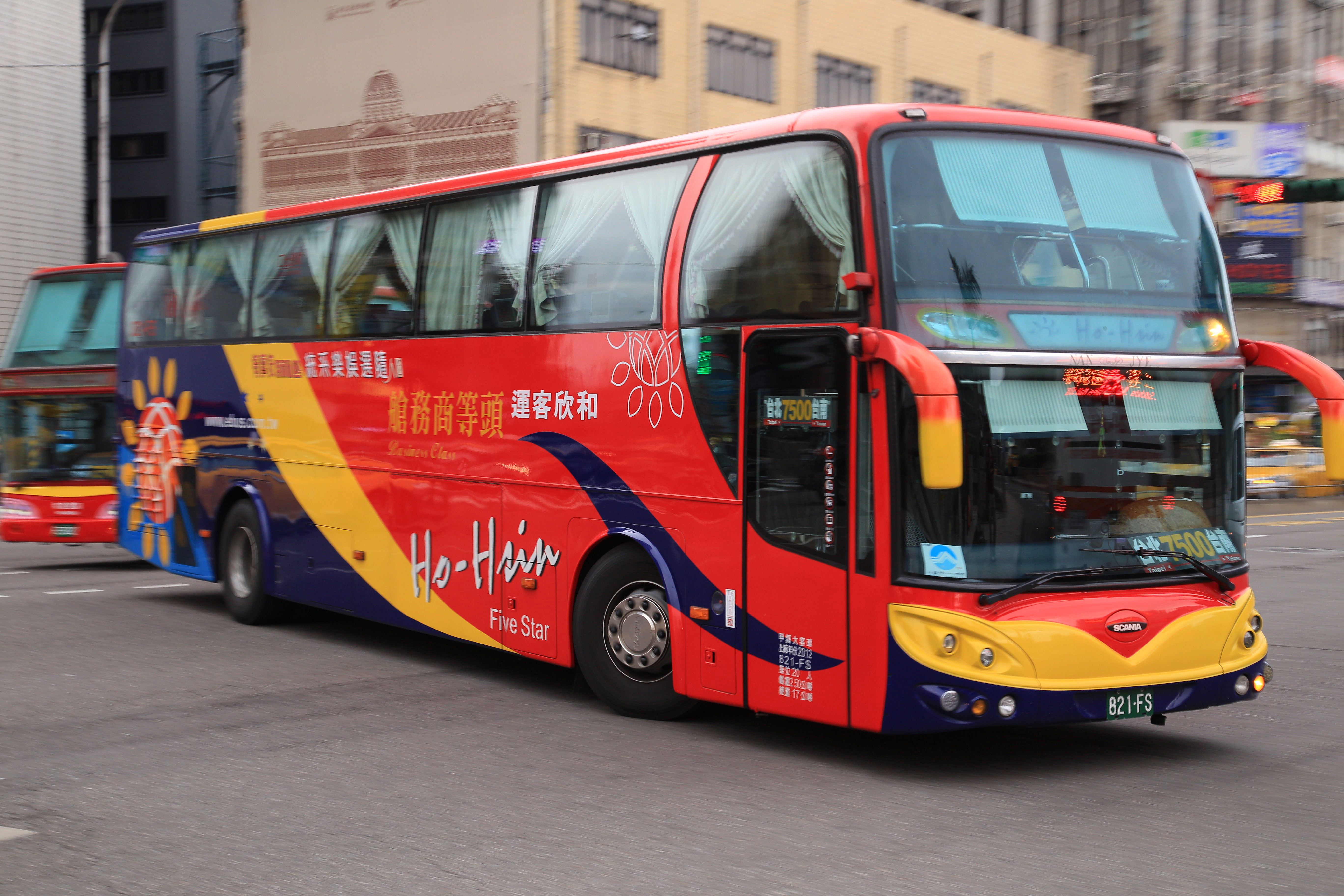
SCANIA K380IB4X2NB(821-FS)
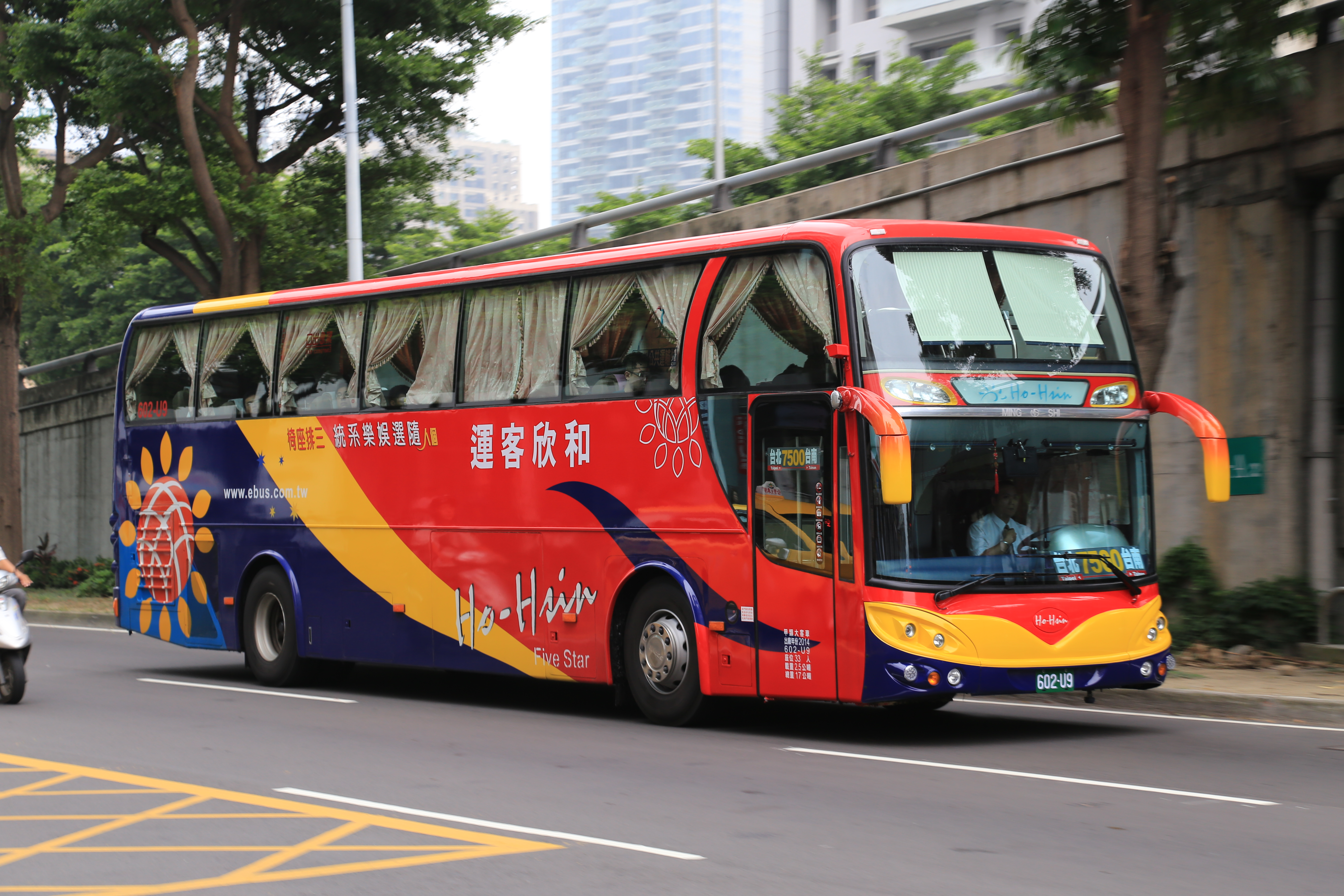
SCANIA K400IB4X2NB(602-U9)
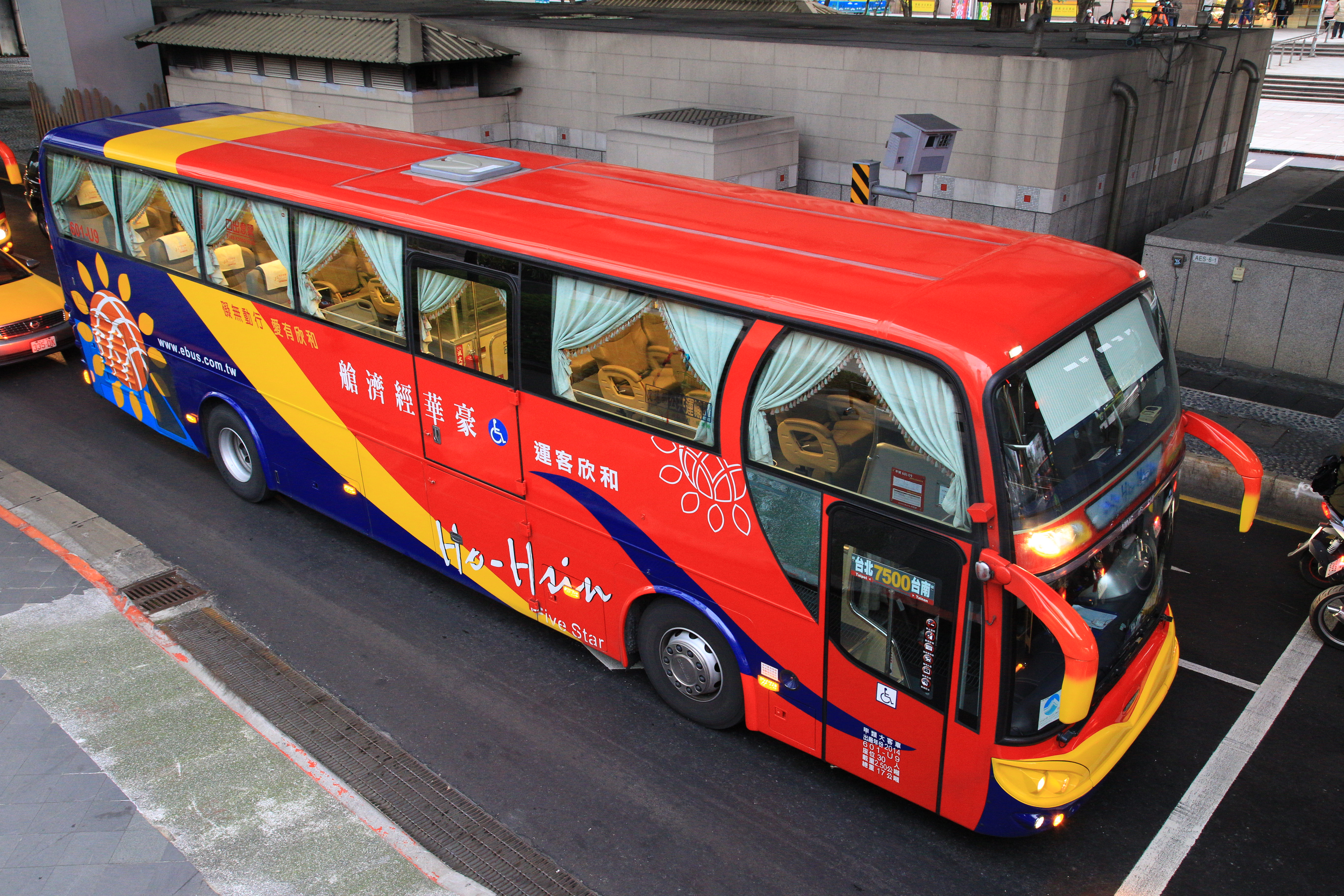
SCANIA K400IB4X2NB 大復康巴士(601-U9)

### 市区公車
- スカニア
  - N230UB（三ドア低床バス）

### 観光バス

#### 和欣遊覧部・和益通運
- 宇通（Yutong）（台湾宇通実業）
  - Yutong ZK6128HG（250HP）：2011年-
- 三菱ふそうトラック・バス
  - U-MP618P (310HP、淘汰）
  - RP517PL (320HP)
  - RP51JP3L (380HP)
  - RM11GNL3 (278HP)
- 三菱ふそう・ローザ
- SCANIA
  - K340IB (340HP)
  - K380IB (380HP)
  - K400IB (400HP)
- トヨタ
  - トヨタ・コースター

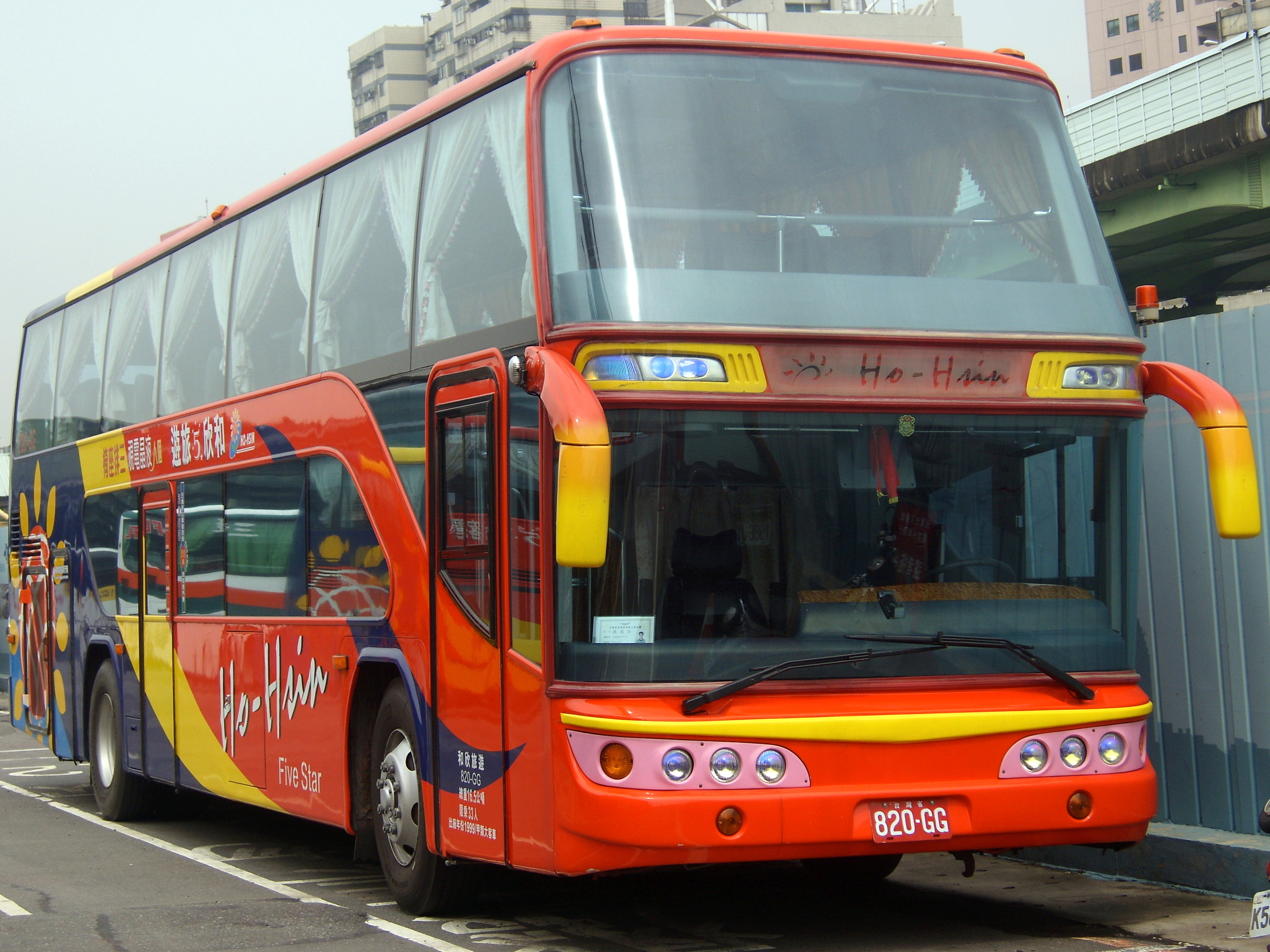
和欣客運および遊覧部採用のふそう車
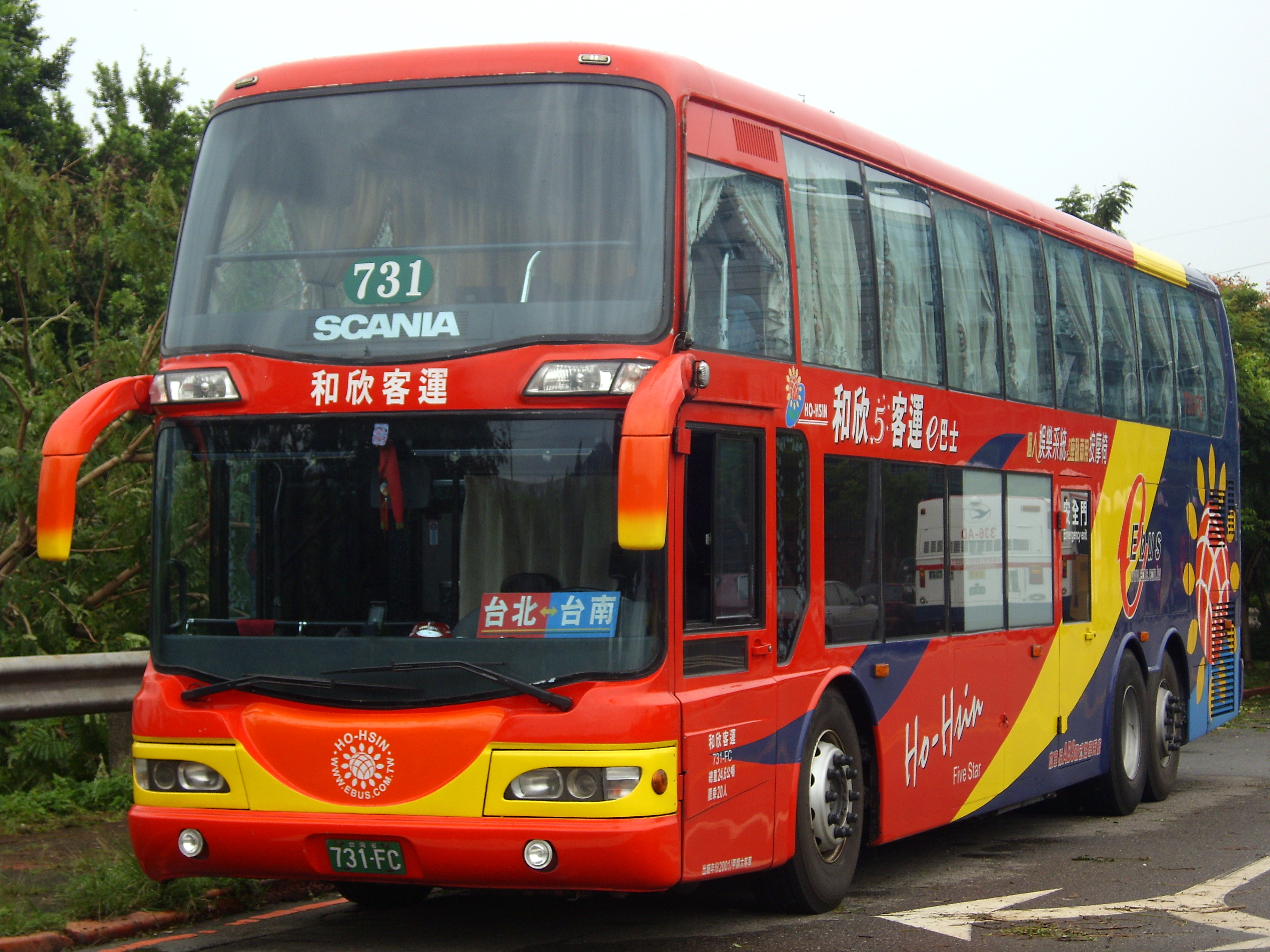
和欣客運のスカニア K114EB6x2NB
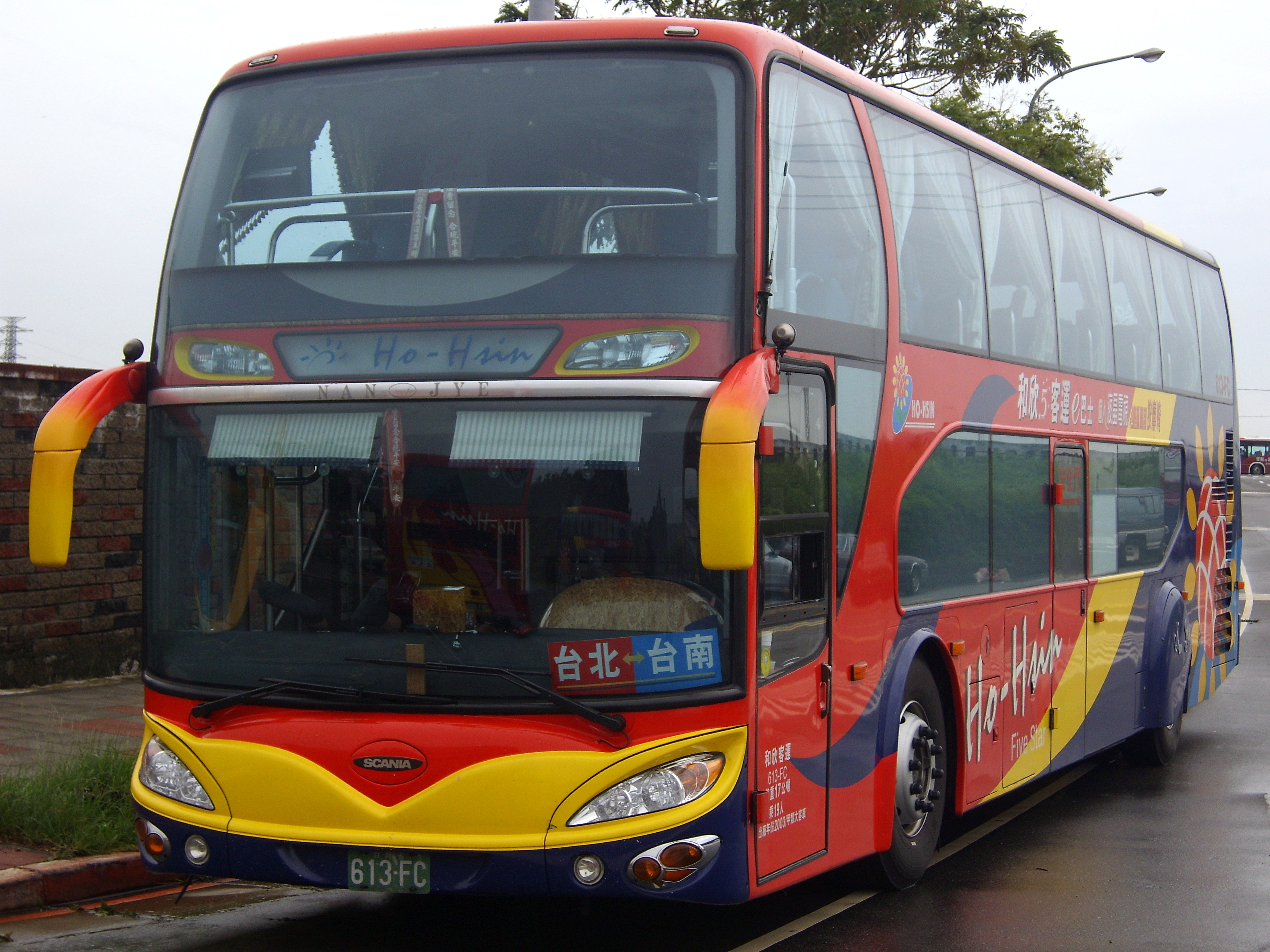
和欣客運のSCANIA K114IB4x2NB
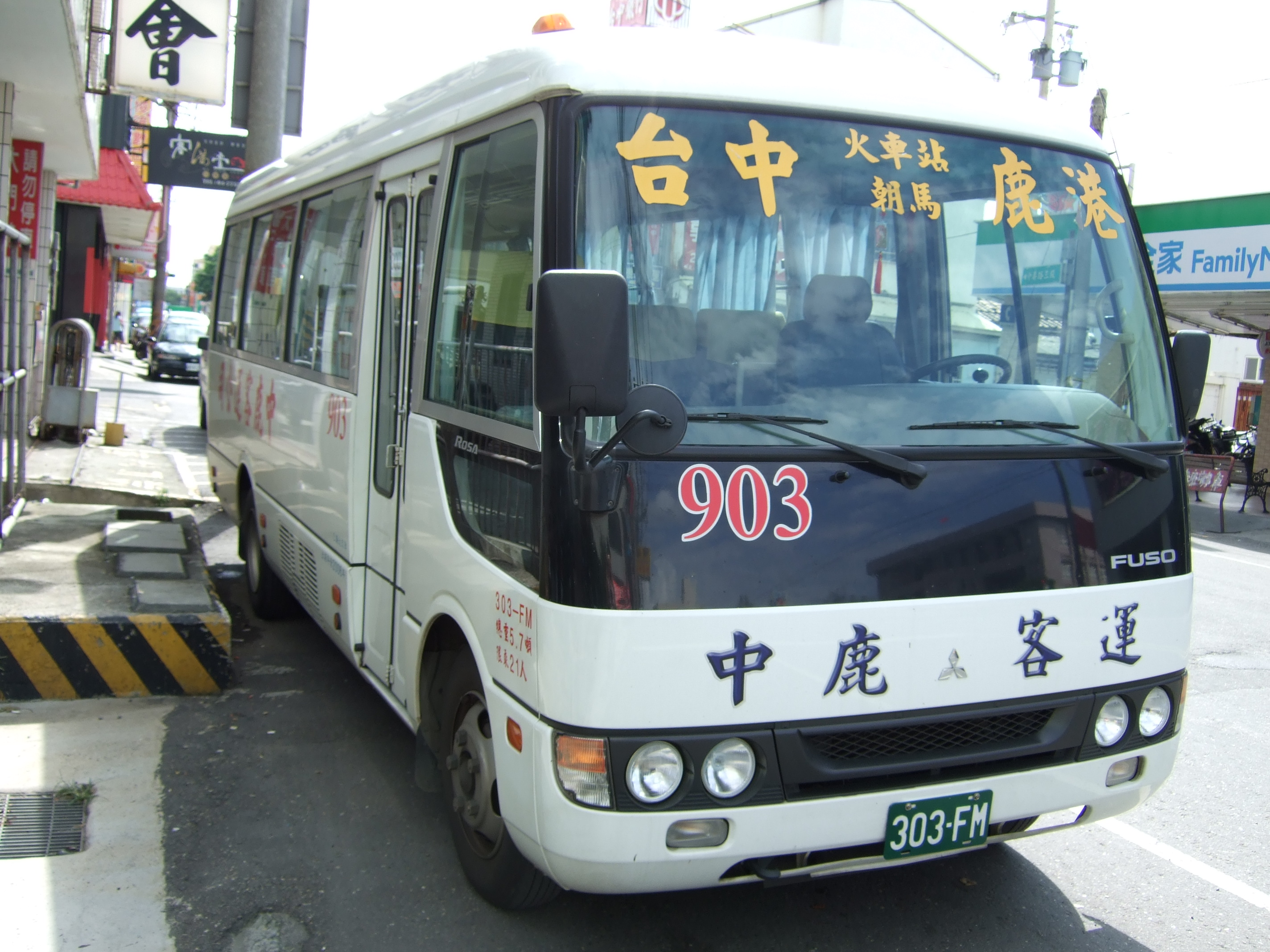
台中 - 鹿港線用 ふそうローザ
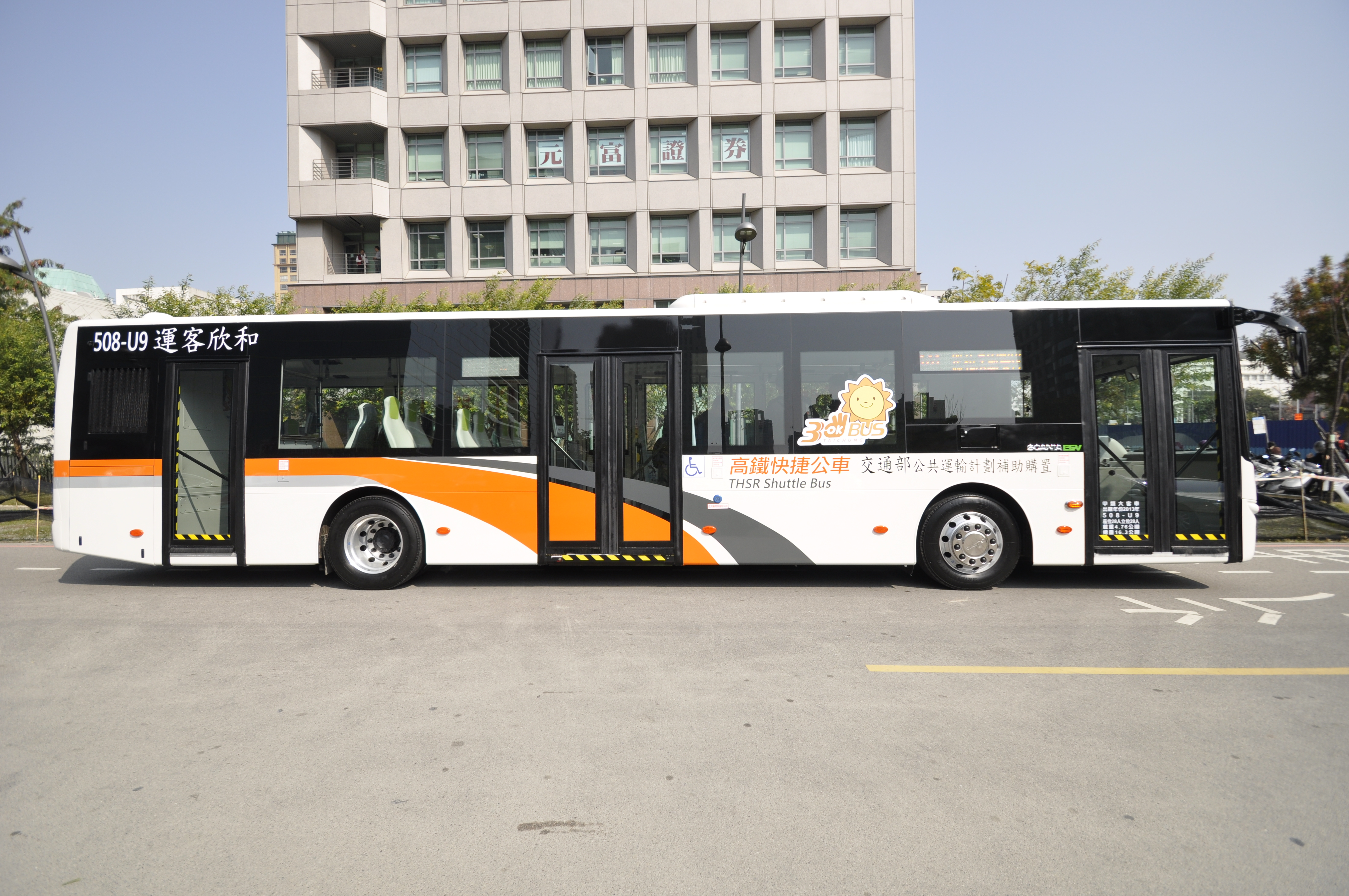
和欣客運3ドア車展示会
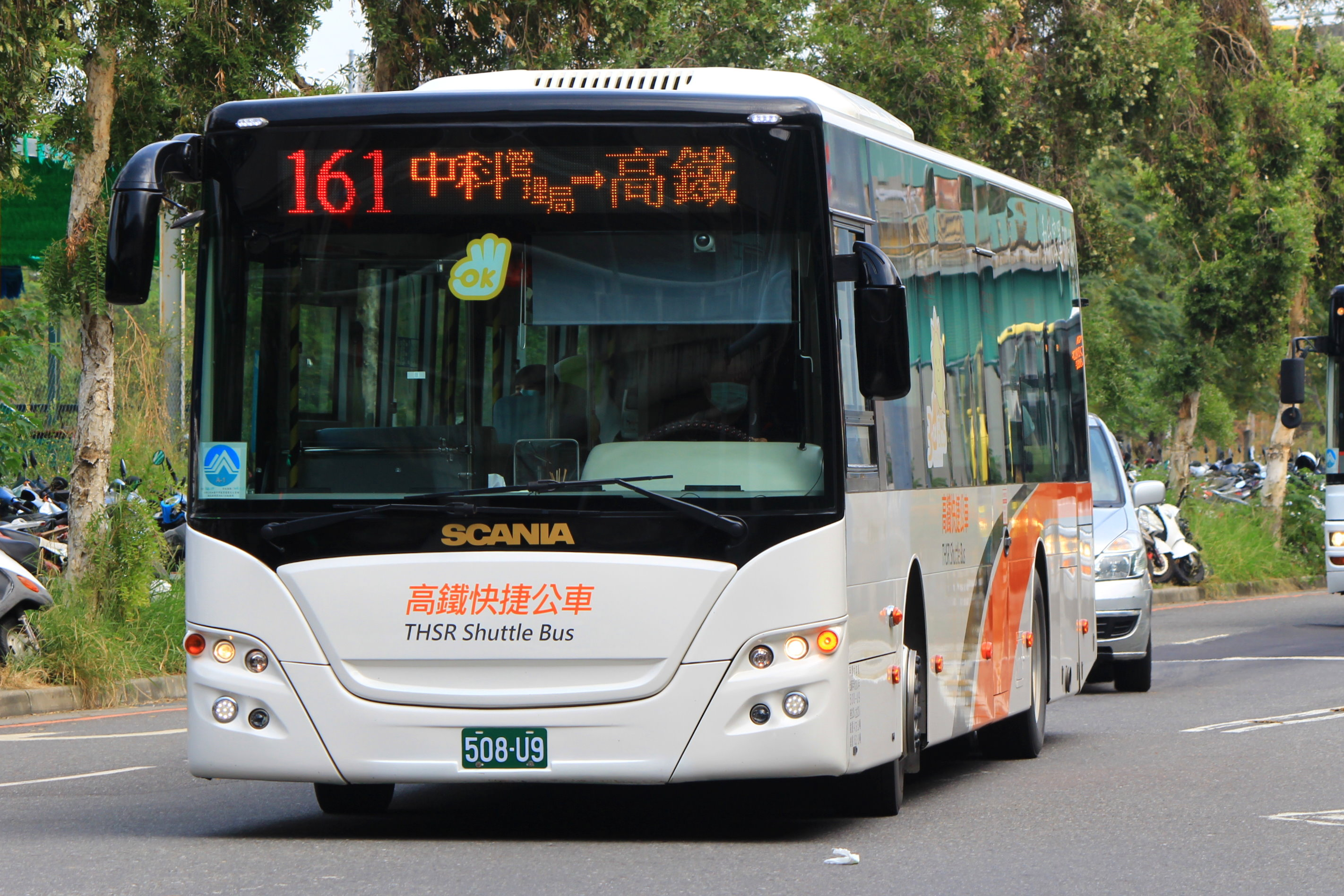
和欣客運スカニア3ドア低床バス

## 乗車券
各営業所窓口、ブラウザ・スマートフォンアプリ(iOS、Android)でのネット予約および全国のコンビニ端末（発券手数料が別途要）で購入できる。現在台湾国外からのネット予約は対応していない。台北 - 高雄間（新営乗継）は総統座の片道普通運賃で710元台（オフピークの促哨時段で600元）、台北 - 台南間で同600元台（促哨時段399-499元）と他社より高めだが、24時間高頻度運行で競争力を維持している。鉄道と比べても所要時間（台南で4時間弱、高雄で約5時間）で台鉄自強号とは大差がなく、利便性・経済性では優位にある。

## ターミナルおよび乗車券販売所

### バスターミナル
| ターミナル       | 住所                                      | 備考 |
| ---------------- | ----------------------------------------- | --- |

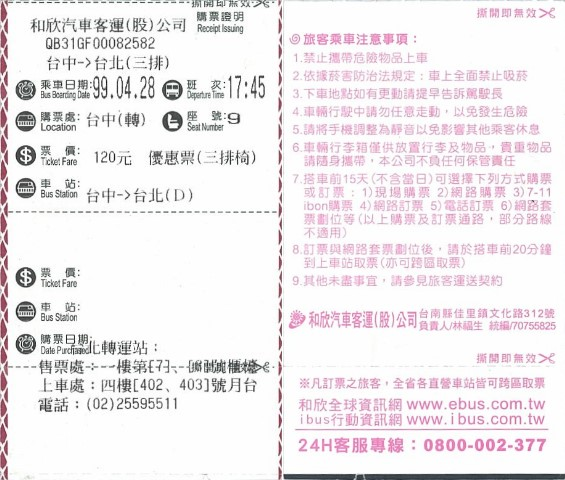
和欣客運の乗車券（左：表面、右：裏面

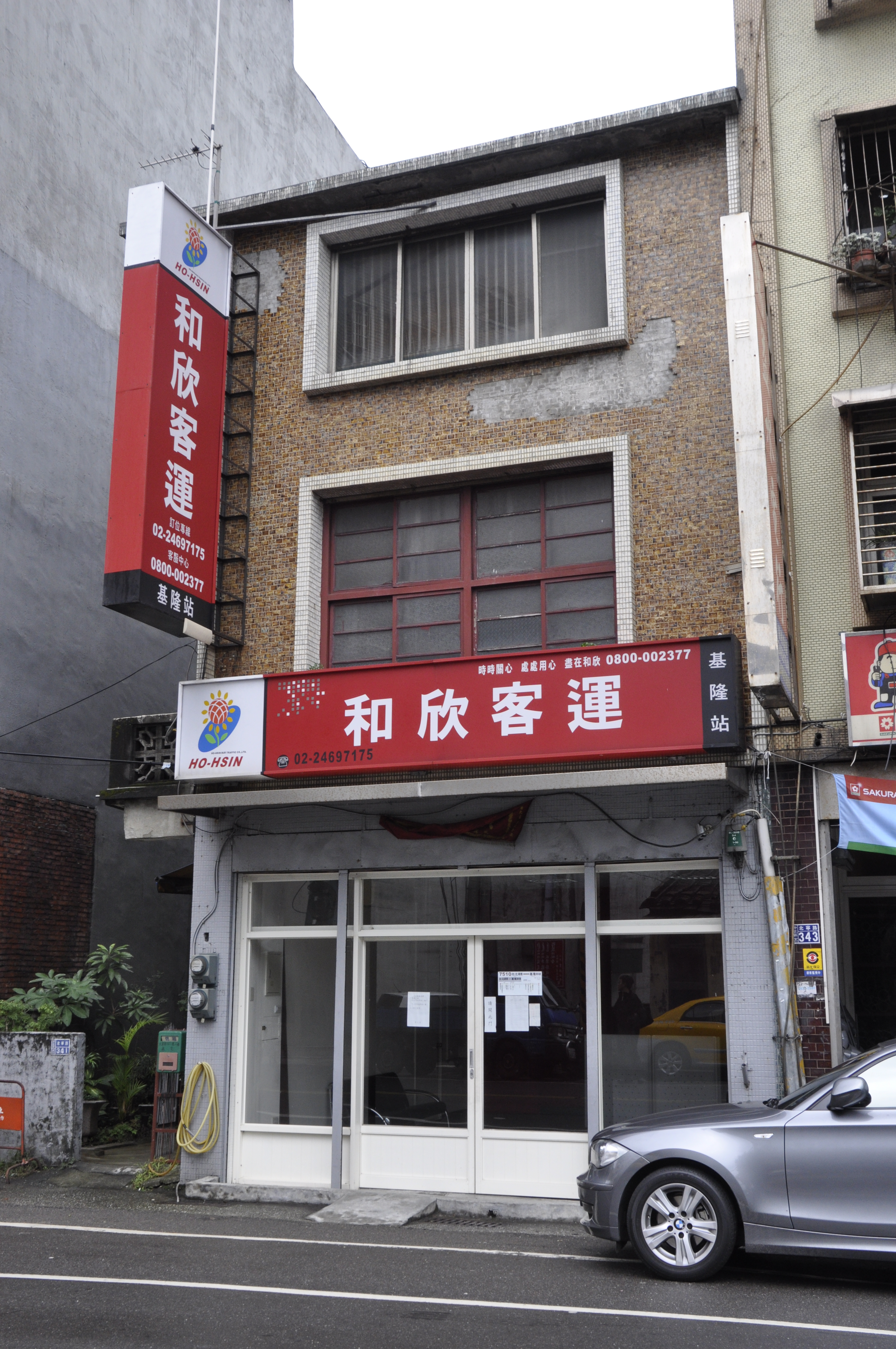
和欣客運基隆站（廃止）

| 台北総站         | 台北市大同区市民大道一段209号(台北転運站) | - チケット売り場第5、6、7、8号 - のりばは4階401、402、403、404、405                                      |
| 板橋客運站       | 新北市板橋区新站路66之1号                 | |
| 三重站           | 新北市三重区重陽路四段71号                | 高雄発新営経由台北のみ降車が修徳国小                                                                     |
| 桃園站           | 桃園市蘆竹区中正路91号                    | |
| 中壢交流道站     | 桃園市平鎮区民族路二段172号               | 桃園国際空港送迎シャトルバス乗換                                                                         |
| 新竹站           | 新竹市東区金城一路35巷11之6号             | |
| 干城総站         | 台中市中区雙十路一段35之11号              | 2015年10月8日より現在地に移転。台中駅は徒歩約10分 2016年12月28日で乗車券販売終了。（9018は引き続き停車） |
| 朝馬転運站       | 台中市西屯区朝馬路8号                     | - 国光朝馬站とは壁を、統聯朝馬站とは道路を隔てて隣接） - VIPラウンジ併設                                 |
| 中港站           | 台中市西屯区福安里福科路309号             | |
| 鹿港站           | 彰化県鹿港鎮民権路208号                   | 愛巴士聯盟加盟の中鹿客運が管理                                                                           |
| 嘉義総站         | 嘉義市西区中興路1号（嘉義転運站）         | 嘉義転運站(嘉義駅西口)にある                                                                             |
| 九龍食品站       | 嘉義市西区北港路1057号（九龍食品廠内）    | 2016年9月5日で営業終了。乗車券販売のみ近隣の雑貨店に委託                                                 |
| 嘉義交流道站     | 嘉義市西区北港路1478号（可可便利商店内）  | 嘉義インターチェンジの近隣、乗車券販売のみ近隣の雑貨店（可可便利商店）の中にある                         |
| 台南総站         | 台南市北区北門路二段25号                  | - 台南駅前ロータリー北側斜め向かい - 嘉義、台中（早朝・深夜）、新竹、桃園、三重、台北方面出発便          |
| 北門站           | 台南市北区北門路二段49号                  | - 国光客運站と隣接。台南総站からさらに北へ数100m - 台中、中壢、新埔、板橋方面出発便                      |
| 鹽行站           | 台南市永康区中正南路788号                 | |
| 新市站           | 台南市永康区中正北路318巷1号              | |
| 麻豆転運站       | 台南市麻豆区麻佳路一段80号                | |
| 新営転運站       | 台南市新営区長榮路三段75号                | 台北、板橋 - 高雄乗継拠点                                                                                |
| 高雄総站(建国站) | 高雄市三民区建国二路255号                 | 高雄駅前。VIPラウンジ併設                                                                                |
| 中正站           | 高雄市苓雅区中正一路129号                 | 高雄インターチェンジの近隣                                                                               |
| 九如站           | 高雄市三民区九如一路214巷3号              | |
| 楠梓站           | 高雄市楠梓区経建路46号                    | |
| 岡山站           | 高雄市燕巣区安招路834号                   | 2016年8月5日で営業終了                                                                                   |

## 認可路線

### 高速バス
台南行きは認可上は台南公園西側の台南兵工廠が終点だが、早朝深夜などは台南総站で客を降ろすこともある。
| 路線番号 | 運行方向                           | 経路 | 備考 |
| -------- | ---------------------------------- | --- | --- |
| 7500     | 台南→中山高→台北（三重交流道経由） | 台南北門站→鹽行站→新市站→麻豆転運站→新営站→朝馬転運站→新竹站→桃園站→三重站→台北転運站                              | - 「台南 - 台中」、「台中 - 台北」系統専用。 - 1日1便のみ（1:45発）新竹下車の客扱いがないときもある。    |
| 7500     | 台南→中山高→台北（三重交流道経由） | 台南北門站→鹽行站→新市站→麻豆転運站→新営站→朝馬転運站→桃園站→三重站→台北転運站                                     | - 「台南 - 台中」、「台中 - 台北」系統専用。                                                             |
| 7500     | 台南→中山高→台北（三重交流道経由） | 台南総站→鹽行站→新市站→麻豆転運站→新営站→桃園站→三重站→台北転運站                                                  | |
| 7500     | 台南→中山高→台北（三重交流道経由） | 台南総站→鹽行站→新市站→麻豆転運站→新営站→新竹站→三重站→台北転運站                                                  | |
| 7500     | 台南→中山高→台北（三重交流道経由） | 台南総站→鹽行站→新市站→麻豆転運站→朝馬転運站→桃園站→三重站→台北転運站                                              | - 「台南 - 台中」、「台中 - 台北」系統専用。                                                             |
| 7500     | 台南→中山高→台北（三重交流道経由） | 台南総站→鹽行站→新市站→麻豆転運站→桃園站→三重站→台北転運站                                                         | |
| 7500     | 台南→中山高→台北（三重交流道経由） | 台南総站→鹽行站→新市站→新営站→桃園站→三重站→台北転運站                                                             | |
| 7500     | 台南→中山高→台北（三重交流道経由） | 台南総站→鹽行站→新市站→麻豆転運站→新竹站→三重站→台北転運站                                                         | |
| 7500     | 台南→中山高→台北（三重交流道経由） | 台南総站→鹽行站→新市站→新営站→新竹站→三重站→台北転運站                                                             | |
| 7500     | 台南→中山高→台北（三重交流道経由） | 台南北門站→鹽行站→新市站→麻豆転運站→朝馬転運站→三重站→台北転運站                                                   | - 「台南 - 台中」、「台中 - 台北」系統専用。                                                             |
| 7500     | 台南→中山高→台北（三重交流道経由） | 台南北門站→鹽行站→新市站→新営站→朝馬転運站→三重站→台北転運站                                                       | - 「台南 - 台中」、「台中 - 台北」系統専用。                                                             |
| 7500     | 台南→中山高→台北（三重交流道経由） | 台南総站→鹽行站→新市站→麻豆転運站→三重站→台北転運站                                                                | |
| 7500     | 台南→中山高→台北（三重交流道経由） | 台南総站→鹽行站→新市站→新営站→三重站→台北転運站                                                                    | |
| 7500     | 台南→中山高→台北（三重交流道経由） | 台南北門站(台南総站)→鹽行站→新市站→朝馬転運站→三重站→台北転運站                                                    | - 「台南 - 台中」、「台中 - 台北」系統専用。 - 深夜、早朝便一部は同一車での台中・台北通し運行。          |
| 7500     | 台南→中山高→台北（三重交流道経由） | 台南総站→鹽行站→新市站→桃園站→三重站→台北転運站                                                                    | 日曜運行（16:06発のみ）                                                                                  |
| 7500     | 台南→中山高→台北（三重交流道経由） | 台南総站→鹽行站→新市站→三重站→台北                                                                                 | 直達車                                                                                                   |
| 7500     | 台南→中山高→台北（三重交流道経由） | 新営站→桃園站→三重站→台北転運站                                                                                    | - 北高線乗継系統専用のうちの北部担当                                                                     |
| 7500     | 台南→中山高→台北（三重交流道経由） | 新営站→新竹站→三重站→台北転運站                                                                                    | - 北高線乗継系統専用のうちの北部担当                                                                     |
| 7500     | 台南→中山高→台北（三重交流道経由） | 新営站→三重站→台北転運站                                                                                           | - 北高線乗継系統専用のうちの北部担当 - 直達車                                                            |
| 7500     | 台南→中山高→台北（台北交流道経由） | 台南北門站→鹽行站→新市站→麻豆転運站→新営站→朝馬転運站→新竹站→桃園站→台北転運站                                     | - 「台北 - 台中」、「台中 - 台南」系統専用。 - 毎日1便のみ（2:45発）。新竹下車の客扱いがないときもある。 |
| 7500     | 台北→中山高→台南（三重交流道経由） | 台北転運站→三重站→桃園站→新竹站→朝馬転運站→新営站→麻豆転運站→新市站→鹽行站→六甲頂→台南兵工廠                       | - 「台北 - 台中」、「台中 - 台南」系統専用。 - 毎日1便のみ（1:45発）。新竹下車の客扱いがないときもある。 |
| 7500     | 台北→中山高→台南（三重交流道経由） | 台北転運站→三重站→桃園站→朝馬転運站→新営站→麻豆転運站→新市站→鹽行站→六甲頂→台南兵工廠                              | - 「台北 - 台中」、「台中 - 台南」系統専用。                                                             |
| 7500     | 台北→中山高→台南（三重交流道経由） | 台北転運站→三重站→桃園站→新営站→麻豆転運站→新市站→鹽行站→六甲頂→台南兵工廠                                         | |
| 7500     | 台北→中山高→台南（三重交流道経由） | 台北転運站→三重站→新竹站→新営站→麻豆転運站→新市站→鹽行站→六甲頂→台南兵工廠                                         | |
| 7500     | 台北→中山高→台南（三重交流道経由） | 台北転運站→三重站→桃園站→朝馬転運站→麻豆転運站→新市站→鹽行站→六甲頂→台南兵工廠                                     | - 「台北 - 台中」、「台中 - 台南」系統専用。                                                             |
| 7500     | 台北→中山高→台南（三重交流道経由） | 台北転運站→三重站→桃園站→新営站→新市站→鹽行站→六甲頂→台南兵工廠                                                    | |
| 7500     | 台北→中山高→台南（三重交流道経由） | 台北転運站→三重站→桃園站→麻豆転運站→新市站→鹽行站→六甲頂→台南兵工廠                                                | |
| 7500     | 台北→中山高→台南（三重交流道経由） | 台北転運站→三重站→新竹站→新営站→新市站→鹽行站→六甲頂→台南兵工廠                                                    | |
| 7500     | 台北→中山高→台南（三重交流道経由） | 台北転運站→三重站→新竹站→麻豆転運站→新市站→鹽行站→六甲頂→台南兵工廠                                                | |
| 7500     | 台北→中山高→台南（三重交流道経由） | 台北転運站→三重站→朝馬転運站→新営站→新市站→鹽行站→六甲頂→台南兵工廠                                                | - 「台北 - 台中」、「台中 - 台南」系統専用。                                                             |
| 7500     | 台北→中山高→台南（三重交流道経由） | 台北転運站→三重站→朝馬転運站→麻豆転運站→新市站→鹽行站→六甲頂→台南兵工廠                                            | - 「台北 - 台中」、「台中 - 台南」系統専用。                                                             |
| 7500     | 台北→中山高→台南（三重交流道経由） | 台北転運站→三重站→桃園站→新市站→鹽行站→六甲頂→台南兵工廠                                                           | |
| 7500     | 台北→中山高→台南（三重交流道経由） | 台北転運站→三重站→新竹站→新市站→鹽行站→六甲頂→台南兵工廠                                                           | |
| 7500     | 台北→中山高→台南（三重交流道経由） | 台北転運站→三重站→朝馬転運站→新市站→鹽行站→六甲頂→台南兵工廠                                                       | - 「台北 - 台中」、「台中 - 台南」系統専用。 - 一部の便は台北台南間通し運行                              |
| 7500     | 台北→中山高→台南（三重交流道経由） | 台北転運站→三重站→新営站→新市站→鹽行站→六甲頂→台南兵工廠                                                           | |
| 7500     | 台北→中山高→台南（三重交流道経由） | 台北転運站→三重站→麻豆転運站→新市站→鹽行站→六甲頂→台南兵工廠                                                       | |
| 7500     | 台北→中山高→台南（三重交流道経由） | 台北転運站→三重站→新市站→鹽行站→六甲頂→台南兵工廠                                                                  | - 直達車                                                                                                 |
| 7500     | 台北→中山高→台南（三重交流道経由） | 台北転運站→三重站→桃園站→新竹站→新営站                                                                             | - 火水木日運行（3:55発） - 北高線乗継系統専用のうち北部担当。                                            |
| 7500     | 台北→中山高→台南（三重交流道経由） | 台北転運站→三重站→桃園站→新営站                                                                                    | - 北高線乗継系統専用のうち北部担当。                                                                     |
| 7500     | 台北→中山高→台南（三重交流道経由） | 台北転運站→三重站→新竹站→新営站                                                                                    | - 北高線乗継系統専用のうち北部担当。                                                                     |
| 7500     | 台北→中山高→台南（三重交流道経由） | 台北転運站→三重站→新営站                                                                                           | - 北高線乗継系統専用のうち北部担当。 - 直達車                                                            |
| 7500     | 台北→中山高→台南(台北交流道経由)   | 台北転運站→桃園站→新竹站→朝馬転運站→新営站→麻豆転運站→新市站→鹽行站→六甲頂→台南兵工廠                              | - 「台北 - 台中」、「台中 - 台南」系統専用。 - 毎日1便のみ（2:45発）。新竹下車の客扱いがないときもある。 |
| 7501     | 台南→中山高→嘉義                   | 台南北門站→鹽行站→新市站→新営站→九龍食品站→嘉義交流道站→嘉義転運站                                                 | 毎日1便（免許維持用）                                                                                    |
| 7501     | 嘉義→中山高→台南                   | 嘉義転運站→九龍食品站→嘉義交流道站→新営站→新市站→鹽行站→台南兵工廠                                                 | 毎日1便（免許維持用）                                                                                    |
| 7502     | 嘉義→中山高→高雄                   | 嘉義転運站→九龍食品站→嘉義交流道站→新営站→麻豆転運站→楠梓站→中正站→高雄火車站                                      | |
| 7502     | 高雄→中山高→嘉義                   | 建国総站→中正站→九如站→楠梓站→麻豆転運站→新営站→嘉義交流道站→九龍食品站→嘉義転運站                                 | |
| 7504     | 板橋→北二高→台中                   | 板橋客運站→中壢站→港尾→朝馬転運站→科博館→台中教育大学→台中州庁→干城站                                              | |
| 7504     | 板橋→北二高→台中                   | 板橋客運站→中壢站→港尾→朝馬                                                                                        | 区間車                                                                                                   |
| 7504     | 台中→北二高→板橋                   | 干城站→朝馬転運站→中壢站→捷運新埔站→板橋客運站                                                                     | |
| 7504     | 台中→北二高→板橋                   | 朝馬転運站→中壢站→捷運新埔站→板橋客運站                                                                            | 区間車                                                                                                   |
| 7505     | 板橋→北二高→台南                   | 板橋客運站→中壢站→新営站→麻豆転運站→新市站→鹽行站→六甲頂→台南兵工廠                                                | |
| 7505     | 板橋→北二高→台南                   | 板橋客運站→中壢站→新営站                                                                                           | - 板高線乗継系統専用の北部区間担当。 - 一部は新営からの乗車も可。                                        |
| 7505     | 板橋→北二高→台南                   | 板橋客運站→新営站→麻豆転運站→新市站→鹽行站→六甲頂→台南兵工廠                                                       | |
| 7505     | 板橋→北二高→台南                   | 板橋客運站→中壢站→新営站→新市站→鹽行站→六甲頂→台南兵工廠                                                           | |
| 7505     | 板橋→北二高→台南                   | 板橋客運站→中壢站→麻豆転運站→新市站→鹽行站→六甲頂→台南兵工廠                                                       | |
| 7505     | 台南→北二高→板橋                   | 北門站→鹽行站→新市站→麻豆転運站→新営站→中壢站→捷運新埔站→板橋客運站                                                | |
| 7505     | 台南→北二高→板橋                   | 新営站→中壢站→捷運新埔站→板橋客運站                                                                                | - 核板高線乗継系統専用の北部区間担当。 - 一部は新営から中壢、板橋までの乗車も可。                        |
| 7505     | 台南→北二高→板橋                   | 北門站→鹽行站→新市站→麻豆転運站→新営站→捷運新埔站→板橋客運站                                                       | |
| 7505     | 台南→北二高→板橋                   | 北門站→鹽行站→新市站→新営站→中壢站→捷運新埔站→板橋客運站                                                           | |
| 7505     | 台南→北二高→板橋                   | 北門站→鹽行站→新市站→麻豆転運站→中壢站→捷運新埔站→板橋客運站                                                       | |
| 7506     | 台中→嘉義                          | 黎明新村（行政院中部弁公室）→朝馬転運站→彰化交流道站→嘉義交流道→九龍食品站→嘉義市農会→嘉義転運站                   | |
| 7506     | 台中→嘉義                          | 黎明新村（行政院中部弁公室）→朝馬転運站→嘉義交流道→九龍食品站→嘉義市農会→嘉義転運站                                | - 直達車                                                                                                 |
| 7506     | 台中→嘉義                          | 朝馬転運站→嘉義交流道站→九龍食品站→嘉義市農会→嘉義転運站                                                           | - 区間車 - 直達車                                                                                        |
| 7506     | 嘉義→台中                          | 嘉義転運站→九龍食品站→嘉義交流道站→彰化交流道站→朝馬転運站→黎明新村（行政院中部弁公室）                            | |
| 7506     | 嘉義→台中                          | 嘉義転運站→九龍食品站→嘉義交流道站→朝馬転運站→黎明新村（行政院中部弁公室）                                         | - 直達車                                                                                                 |
| 7506     | 嘉義→台中                          | 嘉義転運站→九龍食品站→嘉義交流道站→朝馬転運站                                                                      | - 区間車 - 直達車                                                                                        |
| 7511     | 台北→中山高→台中港                 | 台北転運站→三重站→福安安和路口→東海大学→東海別墅→坪頂→弘光科大→静宜大学→沙鹿→大庄→梧棲国小→海港大樓→台中港旅服中心 | |
| 7511     | 台中港→中山高→台北                 | 台中港旅服中心→海港大樓→梧棲国小→大庄→沙鹿→静宜大学→弘光科大→中港站→三重站→台北転運站                              | |
| 7512     | 新営→中山高→高雄                   | 新営站→岡山站→楠梓站→九如站→中正站→高雄火車站                                                                      | - 北高線、板高線乗継系統専用 - 運行休止中                                                                |
| 7512     | 新営→中山高→高雄                   | 新営站→楠梓站→九如站→中正站→高雄火車站                                                                             | - 北高線、板高線乗継系統専用                                                                             |
| 7512     | 新営→中山高→高雄                   | 新営站→九如站→中正站→高雄火車站                                                                                    | - 北高線、板高線乗継系統専用                                                                             |
| 7512     | 高雄→中山高→新営                   | 建国総站→中正站→九如站→楠梓站→岡山站→新営站                                                                        | - 北高線、板高線系統専用 - 運航休止中                                                                    |
| 7512     | 高雄→中山高→新営                   | 建国総站→中正站→九如站→楠梓站→新営站                                                                               | - 北高線、板高線乗継系統専用                                                                             |
| 7512     | 高雄→中山高→新営                   | 建国総站→中正站→九如站→新営站                                                                                      | - 北高線、板高線乗継系統専用                                                                             |
| 9018     | 台中→中山高→鹿港                   | 後火車站→干城站（和欣干城・中鹿干城）→朝馬転運站→彰交站→鹿港站                                                     | - 中鹿客運との共同運行                                                                                   |
| 9018     | 鹿港→中山高→台中                   | 鹿港站→彰交站→朝馬転運站→科博館→台中州庁→緑川西站→後火車站                                                         | - 中鹿客運との共同運行                                                                                   |

### 高鉄快捷公車

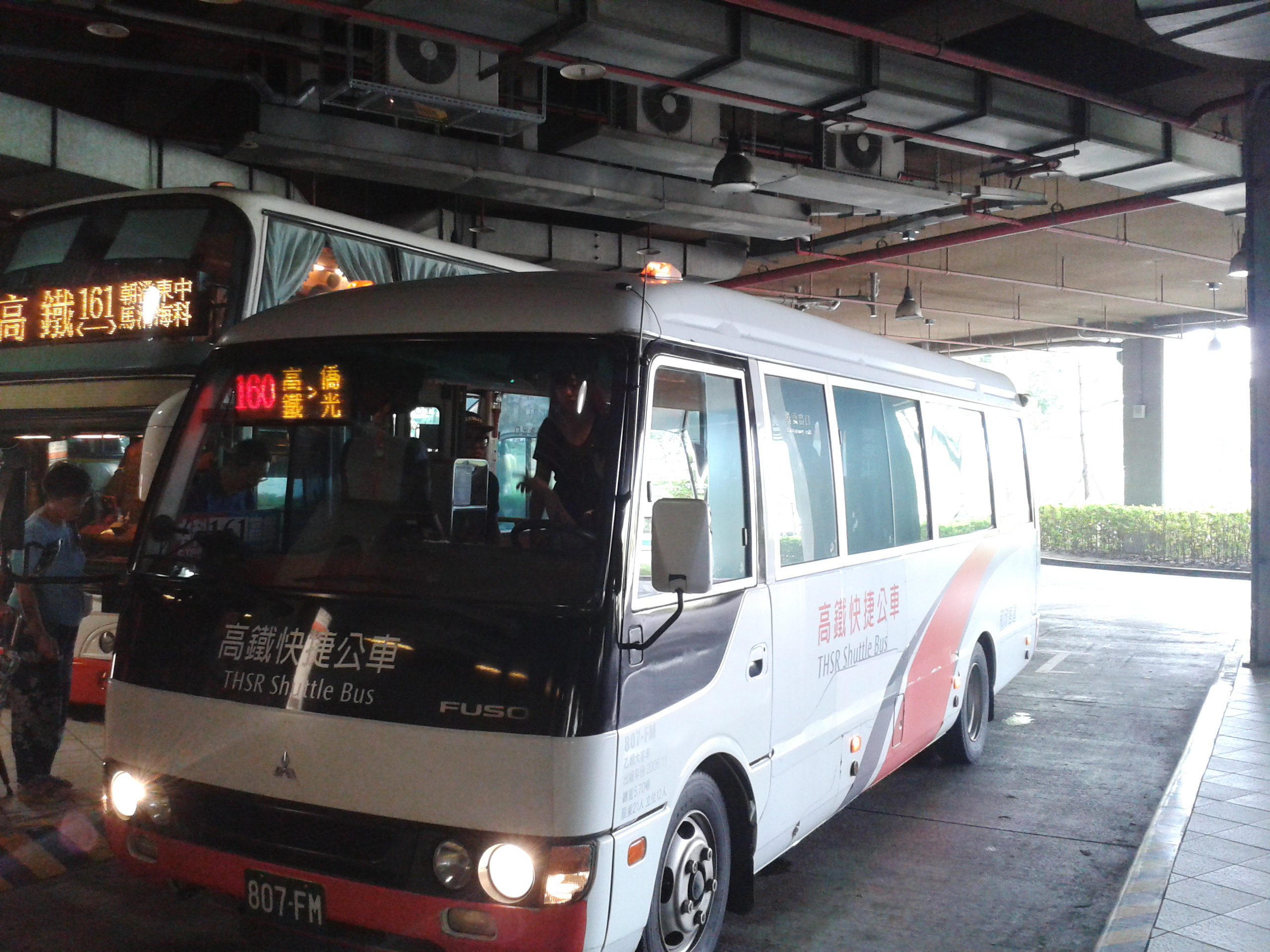
高鉄台中駅での160系統

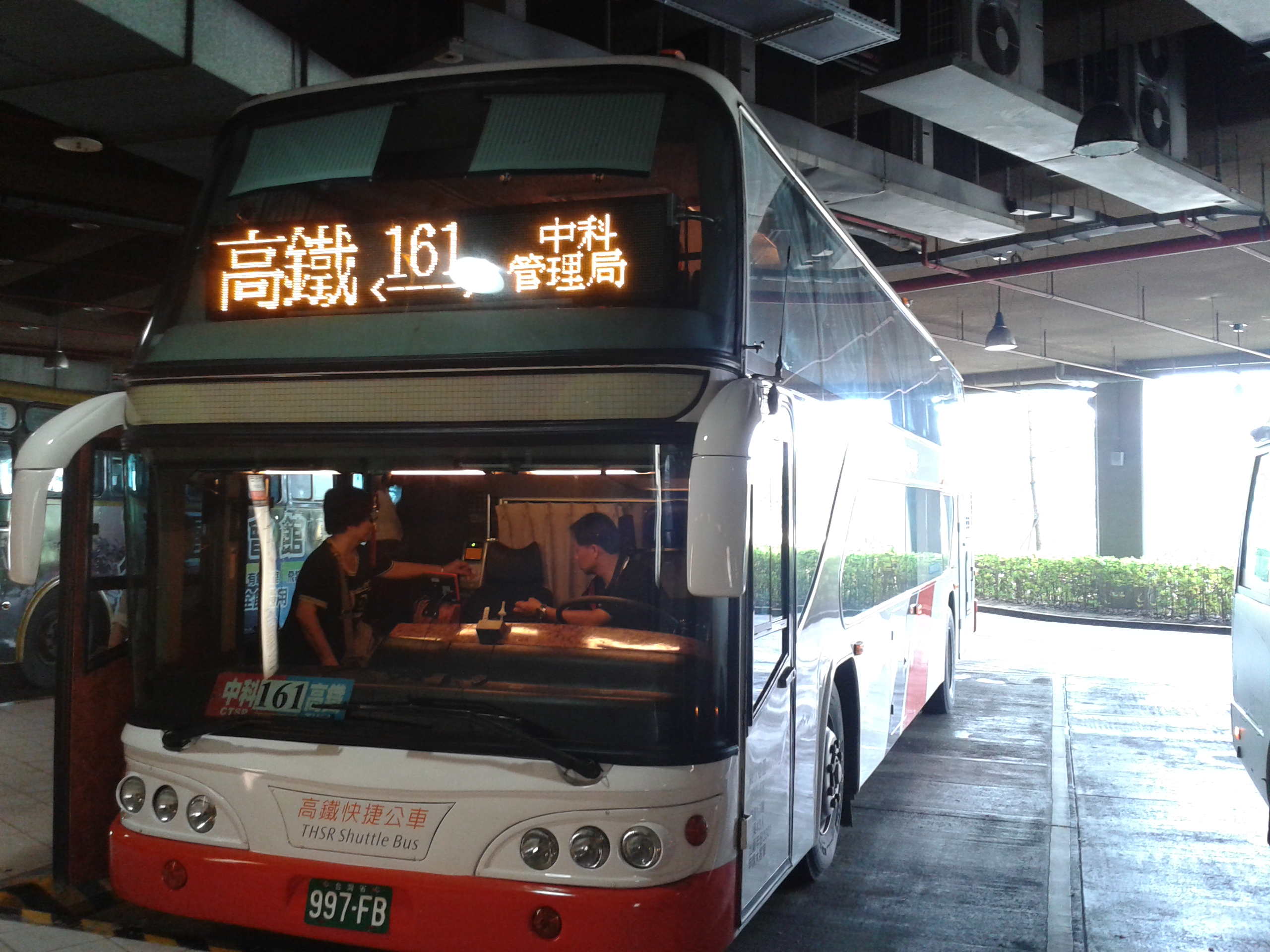
高鉄台中駅での161系統

#### 台中市公車路線
zh:台中市公車を構成しており、和欣客運が2路線を担当。
- 160路（旧7507系統）：高鉄台中駅（11番のりば） - 僑光科技大学
  - 経由地：台74線、zh:黎明新村、和欣朝馬站、河南青海路口、逢甲大学、僑光科技大学、文修停車場。
- 161路（旧7508系統）：高鉄台中駅（11番のりば） - 中科管理局
  - 経由地：台74線、朝馬 - 福安里（統聯客運の転運站に暫定的に停車） - 中港澄清医院 - 東海大学（台中栄総） - 中科管理局站。

##### 運賃
- キロ制。
- IC乗車カード（悠遊卡・一卡通）利用時は10km以内無料。
- 割引制度の重複利用はできない。高鉄利用者を含む「敬老愛心卡」の乗客は乗車時にまずカードの福祉割引ポイントを清算し、10km以内無料分に充当する[7]。
- かつては、高鉄利用者はIC利用時に限り全額無料であった。（ICを所持しない場合、台中市公車の運賃に従った現金払い）

##### 歴史
- 2009年4月1日 - 台湾高速鉄路公司の委託運行で高鐵鉄快捷公車7507・7508系統として新設。高鉄利用客向けに高鉄駅方面への乗車、市街地方面への下車のみ。
- 2011年12月1日 - 当日有効な乗車券所有者を全て無料に。
- 2013年3月1日 - 台中市交通局管轄の市公車160・161系統になる。あわせて160系統の「向上五權西路口」停留所を「向上永春東七路口」に移転し、各停留所での乗降取扱を開始。
- 2013年8月23日：和欣朝馬転運站を朝馬転運站に改称。[8]
- 2016年1月1日 - 上記新運賃割引制度適用。
- 2016年9月30日 - （161）「台中国家歌劇院」停留所増設。[9]
- 2017年9月1日 - 台湾高速鉄路公司との契約が終了。以降、高鉄利用者も通常の台中市公車路線として運賃収受を開始。

### 送迎シャトルバス
- 中壢站 - 桃園国際空港（快楽通中巴）
- 和欣朝馬転運站 - 干城站（現在は7504板橋 - 台中）

### 中間利用者客扱い
- 7500「台北 - 台南」
  - 台北 - 朝馬
  - 朝馬 - 台南
  - 新営 - 台南
  - 麻豆 - 台南

- 7502「嘉義 - 高雄」
  - 嘉義 - 新営
  - 新営、麻豆 - 楠梓、高雄

- 7504「板橋 - 台中」
  - 板橋 - 中壢（深夜のみ）

- 7505「板橋 - 台南」
  - 板橋 - 中壢（深夜のみ）
  - 新営 - 台南
  - 麻豆 - 台南

### 経由便
- 台北、桃園、新竹 - 楠梓、高雄（乗車券は2区間通しで販売）

※7500と7512による新営乗継。現在は、直行便の7513に移管。
- 板橋、中壢 - 楠梓、高雄（乗車券は2区間通しで販売）

※7505と7512による新営乗継

### 休廃止路線
- 7503：嘉義転運站 - 和欣新営転運站 - 楠梓 - 九如 - 中正 - 高雄国際空港（2014年5月12日運休)
- 7509：桃園国際空港 - 彰化交流道 - 彰化駅 - 花壇站 - 員林転運站（2016年4月17日運休）[10]
- 7510：基隆市中正区（基隆国立海洋科技博物館） - 国道1号 - 国道3号 - 捷運南港駅
- 9022：台南 - 仁徳 - 中正 - 七賢 - 八徳 - 建国東 - 高雄中学 - 高雄国際空港（浜海客運による運行）